# Peter von Gebhardt
Peter Adalbert Eduard Gustav von Gebhardt (* 31. Januar 1888 in Berlin; † 6. September 1947 in Berlin-Charlottenburg) war ein deutscher Genealoge und Archivar.

## Leben
Peter von Gebhardt war der Sohn des Direktors der Universitätsbibliothek Leipzig Oscar von Gebhardt und dessen Ehefrau Jenny, geborene Schindler, Tochter des Kaufmanns Adalbert Schindler. 
Seine Schulbildung erhielt er an der Thomasschule und ab 1903 am Königin-Carola-Gymnasium in Leipzig, das er 1908 mit dem Reifezeugnis verließ.
Nach einer Banklehre in Düsseldorf begann er 1910 das Studium der Rechtswissenschaft, Nationalökonomie und der Historischen Hilfswissenschaften an der Universität Leipzig. 1915 war er wissenschaftlicher Mitarbeiter bei der Zentralstelle für deutsche Personen- und Familiengeschichte in Leipzig.
Während des Ersten Weltkriegs wurde er zum Kriegsdienst eingezogen. Anschließend war er von 1919 bis 1924 Leiter der Bibliothek des Juristischen Seminars an der Berliner Universität und gehörte dem Mitarbeiterstab der Monumenta Germaniae Historica an. Von 1919 bis 1927 war er verheiratet mit Hertha von Gebhardt, mit der er zwei gemeinsame Kinder hatte. 
In den folgenden Jahren widmete er sich als Privatgelehrter der genealogischen Forschung und bereiste dazu zahlreiche deutsche und europäische Archive. 
Am 1. Juli 1932 wurde er von der Stadt Magdeburg als Stadtarchivar angestellt. Er erarbeitete eine grundlegende Übersicht über die Geschichte und Bestände dieses Archivs, die er 1935 unter dem Titel Das Magdeburger Stadtarchiv. Übersicht über seine Geschichte und seine Bestände publizierte. Nachdem er diese Anstellung im Mai 1933 aus gesundheitlichen Gründen aufgeben musste, war er freiberuflich tätig.  
1940 trat er als wissenschaftlicher Mitarbeiter in den Dienst des Auswärtigen Amtes.
Von 1945 bis zu seinem Tod 1947 war er als wissenschaftlicher Mitarbeiter am Geheimen Staatsarchiv in Berlin-Dahlem beschäftigt.
Peter von Gebhardt war Schriftleiter des Familiengeschichtlichen Such- und Anzeigeblattes (ab 1925) und der genealogischen Fachzeitschrift Der Herold. Zeitschrift für Geschlechter-, Wappen- und Siegelkunde (von 1939 bis 1943).
Ab 1926 war er Geschäftsführer der Arbeitsgemeinschaft der deutschen Familien- und Wappenkundlichen Vereine. Er wurde auf dem Waldfriedhof Dahlem in Berlin beigesetzt.

## Werke (Auswahl)
- Das Magdeburger Stadtarchiv. Übersicht über seine Geschichte und seine Bestände. Leipzig 1935 (= Flugschriften für Familiengeschichte, H. 24).
- Namenweiser zum Schrifttum über den Jenaer Buchdruckerstreit von 1721-24, Leipzig 1933 (= Familiengeschichtliche Blätter, Jg. 32, H. 4/5/6) .
- Manfred von Ardenne und seine Ahnen. Görlitz 1931 (= Archiv für Sippenforschung und alle verwandten Gebiete.)
- mit Hans Schauer: Johann Gottfried Herder, seine Vorfahren und seine Nachkommen. Leipzig 1930 (= Beiträge zur deutschen Familiengeschichte, Bd. 11).
- Die Anfänge des Berliner Adreßbuches. Ein bibliographischer Versuch. Berlin 1930.
- Geschichte der Familie Brockhaus aus Unna in Westfalen. Leipzig 1928 .
- mit Alexander von Lyncker: Verzeichnis der Stolper Kadetten (1761-1816). Leipzig 1927 (= Mitteilungen der Zentralstelle für deutsche Personen- und Familiengeschichte e. V. H. 37).
- Das älteste Berliner Bürgerbuch 1453-1700. Berlin 1927 (= Quellen und Forschungen zur Geschichte Berlins, Bd. 1).
- Verzeichnis der Neubürger der Stadt Frankfurt an der Oder von 1580 bis 1699. Nach den ältesten Bürgerbuch zusammengestellt. Leipzig 1924 (= Mitteilungen der Zentralstelle für deutsche Personen- und Familiengeschichte e. V. H. 28).
- Verzeichnis der Leichenpredigten und personengeschichtlicher Gelegenheitsschriften des 16. u. 17. Jahrhunderts in der Universitätsbibliothek zu Leipzig. Leipzig 1920 (= Mitteilungen der Zentralstelle für Deutsche Personen- und Familiengeschichte, H. 24/25).
- Obersächsisches Geschlechterbuch. Bd. 1. Görlitz 1920.